# Hapert
Hapert (uitspraakⓘ) (Brabants: Haopert) is een dorp dat deel uitmaakt van de gemeente Bladel, in de Nederlandse provincie Noord-Brabant. Het plaatsje is gelegen in de regio Kempen en maakt onderdeel uit van de streek Acht Zaligheden. Het dorp telt 5.760 inwoners (2023) inclusief de buurtschap Dalem.

## Etymologie
De grondbetekenis van de naam Hapert (Heopurdum) is lastig te definiëren. Het voorvoegsel Hap- of Heop- zou afgeleid kunnen zijn van esp of espenboom, wat ook wel bekend staat als een ratelpopulier. Het tussenvoegsel -erd- of -urd- wordt in verband gebracht met aarde, bodem en grond, en met de uitgang -um waar heim of heem mee bedoeld wordt, moet gedacht worden aan een bodem waar voorheen deze boom veelvuldig voorkwam.
Het dorp duikt voor het eerst op in een oorkonde, afkomstig uit het jaar 710, onder de naam Heopurdum (lees Hapridum, Echternachse verhoogduitsing voor Haprithum). Volgens een deskundige zou deze naamverklaring gebaseerd kunnen zijn op het woord hengist, dat in het Nederlands hengst betekent. In de naam Hapert heeft men deze oude plaatsnaam willen herkennen. Daarvoor werd de plaatsnaam onder andere geschreven als Hap(p)aert of Hap(p)ard, maar vanaf de 12e eeuw heet de plaatst echter al Hapert. Sommige deskundige zijn van mening dat er een verband is te vinden met de naam Heopurdum en het oude Hesperdum. 
Op de naam van het dorp is ook een woordspeling ontstaan. In Hapert hapert het altijd kan men weleens te horen krijgen. Deze woordspeling is gebaseerd op een legende geschreven door Jacob van Oudenhoven over de drie kerkdorpen van de voormalige gemeente Hoogeloon, Hapert en Casteren, waaruit blijkt dat de legioenen van Julius Caesar, tijdens hun tocht door de Kempen, aan het muiten sloegen in Heopurdum, waardoor de Romeinse opmars dus haperde.

## Geschiedenis
Het oorspronkelijke middeleeuwse kerkdorp Hapert is ontstaan op de smalle dekzandrug tussen de beekdalen van de Groote Beerze en het Wagenbroeks Loopje. Het dorp bestond uit de zes gehuchten, Kerkeneind, Lemel, De Straat, De Pan, Ganzestart en Dalem. De Oude Provincialeweg, Castersedijk en de Ganzestraat zijn de wegen waarlangs lintbebouwing is ontstaan en vormen de basis van de kern. 

### Prehistorie
De geschiedenis van Hapert gaat terug tot aan de bronstijd (ca. 3000 tot 800 v.Chr.), zo is aan de hand van archeologische opgravingen vastgesteld. Zo zijn er sporen van prehistorische bewoning teruggevonden in het meest zuidelijke gebied van Hapert nabij de grens met de gemeente Bergeijk ter hoogte van de buurtschap Witrijt. Op deze locatie zijn ook vuursteen artefacten en urnenvelden teruggevonden die dateren uit de late bronstijd, ook wel bekend als de urnenveldencultuur. Ook werden er urnenvelden teruggevonden die dateren uit de ijzertijd. Deze opgravingen vonden plaats op de Hapertse Heide en het bosgebied van buurtschap De Pan. Naast deze urnen werden er ook vondsten gedaan die erop wijzen dat er een nederzetting was. In deze periode werd Toxandrië, wat de Romeinse benaming was voor de Kempen, bewoond door de Eburonen. Deze stam verdween na de komst van de Romeinse dictator Julius Caesar, die de gehele stam van de kaart veegde. Na de uitroeiing van de Eburonen vestigden de Toxandriërs zich in de streek, die hun naam gaven aan het gebied. In het jaar 358 vestigden de Salische Franken zich als Laeti in het gebied, nadat ze door de Saksen in Romeins gebied werden gedreven. De Romeinen hebben dus zo hun sporen achter gelaten in het gebied van Hapert. Zo zijn er sporen van Romeinse bewoning gevonden en is er een Romeinse muntschat ontdekt met 2598 munten uit de 3e, 4e en 5e eeuw. Er zaten munten tussen van onder andere Tetricus I, Julianus, Valentinianus I, Honorius en Arcadius. Deze zijn gevonden aan de Castersedijk ter hoogte van de Groote Beerze.

### Rechten en abdijbezit

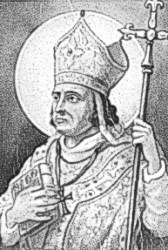
De heilige Willibrord verwierf vanaf het jaar 710 verscheidene goederen in Heopurdum.

De oudst bekende geschreven vermelding van Hapert vinden we in het Liber aureus van de Abdij van Echternach. Hierin is een oorkonde uit 710 opgetekend waarin de geestelijke dochter Bertilindis haar gehele moederlijke erfdeel, waaronder goederen te Heopurdum, aan aartsbisschop Willibrord heeft geschonken. De heilige verwierf vanaf datzelfde jaar verscheidene goederen in het dorp.
Vanaf 1186 behoorde Hapert bestuurskundig gezien, samen met Hoogeloon en later ook Casteren, tot een vrije heerlijkheid, waarin later een schepenbank heeft bestaan. In 1235 verkreeg de Abdij van Tongerlo door schenking en aankoop zo goed als volledig alle rechten en goederen in handen van het dorp. Dit kwam mede tot stand door de edelman Arnold van Ranst en zijn vrouw Jutta van Zwijndrecht , die hun allodium verkochten aan de abdij, bestaande uit onder andere vele goederen en een vrije warande. Een jaar later volgde ook vele geschenken van Daniël van Wanghe, die getrouwd was met Beatrix van Ranst. Het gevolg hiervan was dat er in Hapert een dochterkerk van Hoogeloon werd gebouwd. Daarna volgde er nog vele aankopen en schenkingen in Hapert en Hoogeloon aan deze abdij. Waarschijnlijk werd dit gestimuleerd door de Hertog van Brabant die in die tijd de lokale heren zoveel mogelijk inperkt. Ook werd tussen 1350 en 1400 de Meierij ingedeeld in vier kwartieren, vanaf dat moment valt Hapert en zijn grondgebied onder het kwartier van Kempenland.
De norbertijnenabdij bezat tot 1590 de heerlijkheid Hoogeloon, Hapert en Casteren. De heerlijkheid ging in 1590 over op het bisdom 's-Hertogenbosch, maar na het Beleg van 's-Hertogenbosch in 1629, werden de rechten en de bezittingen van het bisdom door de Staten verbeurd verklaard. Vanaf toen werden alle goederen en rechten beheerd door de rentmeester der bisschoppelijke goederen, deze verkocht nog in 1740 een heide aan de inwoners van Hapert. Zo had de abdij, die tussen 1186 en 1795 rechten bezat in de heerlijkheid, een grote invloed op het dorp. Vanaf 1810 ging Hapert tot de gemeente Hoogeloon c.a. behoren, die bij de gemeentelijke herindeling van 1997 opging in de huidige gemeente Bladel.

### Kerkelijke historie

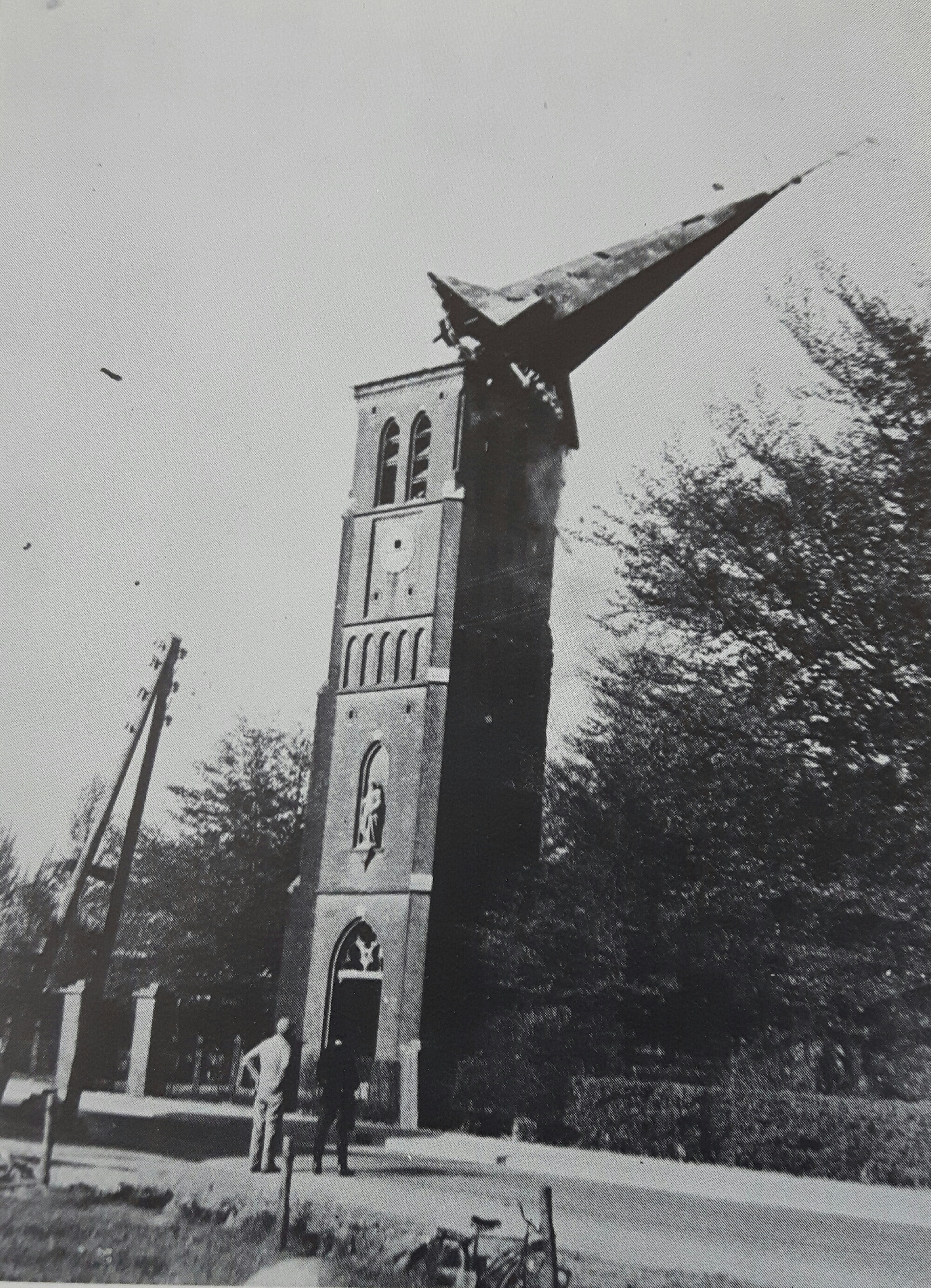
Sloop van de kerktoren aan het huidige kerkhof in 1956

Hapert en Hoogeloon vormden aanvankelijk één parochie met twee kerken. De patronaatsrechten waren in handen van de abt van Tongerlo. De kerk van Hapert is gewijd aan Sint-Severinus.

#### Middeleeuwse kerk
De middeleeuwse kerk was een kleine eenbeukige kerk van twee traveeën met trompen toren van drie geledingen en is gebouwd in een laatmiddeleeuwse gotische stijl. De kerk en toren van Hapert zou gebouwd zijn rond 1350 en werd al in 1310 genoemd. Het religieuze gebouw stond op het Kerkeneind op de plaats waar nu het pand Oude Provincialeweg 69 staat. Tot voor kort heette dat pand 'den oude Toren'. Dit pand is vernoemd naar de toren van de kerk die eenzaam is blijven staan na de sloop van de kerk in 1857. Uiteindelijk is de middeleeuwse kolos ook gesloopt in 1902 met als gevolg dat in 1916 het kerkbestuur de grond, waarop de oude kerk stond, verkocht en werd er uiteindelijk het huidige pand gebouwd.
Achter het pand Oude Provincialeweg 69 loopt een restant van het Kerkepad, een straat die nog altijd dezelfde naam draagt. Het Kerkepad was een verbinding van de middeleeuwse kerk (Kerkeneind) naar de pastorie (De Straat), die toen der tijd al op dezelfde locatie stond als het huidige Belhuis. Ook het huidige Pastoriepad, wat onderdeel was van het oude tracé, zou hier zijn naam aan te danken hebben.
In 1648 na de Vrede van Münster werd de provincie onder de naam Staats-Brabant een generaliteitsland dat toebehoorde tot de Republiek der Zeven Verenigde Nederlanden. Met als gevolg dat het Protestantse geloof de enige toegestane godsdienst werd. Zo werd de Hapertse kerk aan de rooms-katholieke eredienst onttrokken en aan de protestanten toegewezen. Tevens werd bevolen de kerk voor de katholieken gesloten te houden en er alle beelden en andere paapse ornamenten uit te verwijderen. Tijdens deze periode, werd het Kerkepad veelal gebruikt als verbinding tussen het Kerkeneind en de Hapertse schuurkerk.

#### Gevolg van de Vrede van Münster
Nadat de protestanten de toegewijde kerk in handen kregen, werd het lezen van de mis door de katholieken in het geheim voortgezet. Sommige van hen reisden over de huidige Belgische grens om daar een mis bij te wonen in een zogenaamde grenskerk, met als reden dat de Staten-Generaal geen zeggenschap had over de Zuidelijke Nederlanden. 
Na het rampjaar 1672 werden schuurkerken toegestaan in de Republiek. Uiteindelijk kreeg de katholieke bevolking in Hapert toestemming om in 1737 een schuurkerk te bouwen en deze bleef in gebruik tot 1821. Deze kerk zou volgens tekenaar Hendrik Verhees gelegen zijn aan de buurtschap De Straat, nabij het Pleintje. De schuurkerk mocht van buitenaf niet het uiterlijk hebben van een gewone kerk en moest aan bepaalde soberheidseisen voldoen. Zo mochten de daken niet met pannen bedekt worden maar moest men stro gebruiken. Voor elke kleine verandering aan de kerk moest men toestemming vragen aan de Staten-Generaal. Van binnen was de armoede goed terug te zien. De kerk had geen beschikking over een altaar, spreekstoel of communicatiebank. De schuurkerk was zelfs zo armoedig dat er geen enkel heiligenbeeld in stond, wat zeer zelden voorkwam bij religieuze gebouwen die verbonden waren aan het katholieke geloof. 
Dit heeft geleid tot een uitdrukking die tot op heden nog steeds terug te horen is bij kaartspelers uit de Kempen. Een kaartspeler maakt  gebruik van de uitdrukking zodra hij of zij geen enkele afbeelding (Boer, Vrouw, Heer of Aas) tussen zijn kaarten heeft zitten. De speler maakt dit duidelijk door te roepen: Ik ben in de Hapertse kerk. De uitdrukking herinnert aan de sobere aankleding van de Hapertse schuurkerk.

#### Teruggave van de kerk
Nadat het land in Franse handen viel besloot Lodewijk Napoleon de kerken terug te geven aan de katholieken. Uiteindelijk werd in 1809 de oude parochiekerk weer aan de katholieken toegewezen, maar omdat er in Hapert, evenals in Hoogeloon, moeilijkheden ontstonden omtrent de financiële vergoeding, die aan de protestanten voor het kerkgebouw moest worden betaald, werd de parochie pas in 1819 door bemiddeling van koning Willem I in het bezit van de kerk gesteld.

#### Compensatieregeling na de Franse tijd

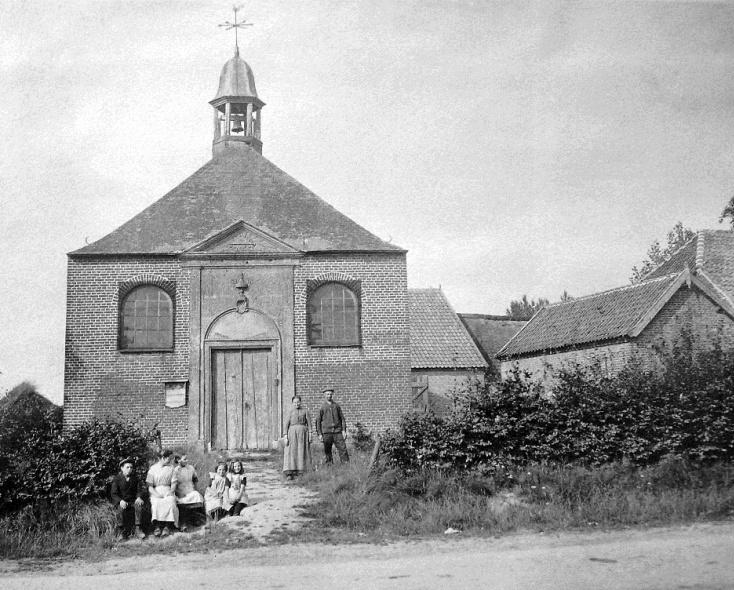
De voorzijde van het protestantse kerkje in 1916.

#### Zelfstandige parochie
De parochie Hapert werd in 1819 van Hoogeloon afgescheiden, daarvoor werden de parochies altijd gediend door één pastoor. Van vroeger uit had de abdij van Tongerlo het recht hier de pastoors te benoemen en dat werd voor het laatst gedaan in 1810. Deze scheiding kwam mede tot stand nadat er in Hapert en Hoogeloon een kwaadaardige en aanstekelijke koorts opdook. Hierbij overleden vele inwoners. Een van hen was Dionysius de Canter, de kapelaan van beide dorpen. De kapelaan Lambertus de Jongh van Goirle werd als assistent naar Hoogeloon overgeplaatst. In datzelfde jaar mocht hij zich nog de eerste pastoor van Hapert noemen tot zijn dood in 1858. De parochie H. Severinus bleef bestaan tot 1 januari van het jaar 2014, nadat het, met de parochies van de overige kerkdorpen binnen de gemeente Bladel, fuseerde tot de R.K. Parochie Heilige Apostelen Petrus en Paulus.

#### Verering van de heilige Donatus
In het jaar 1857 werd er een nieuwe neogotische kerk gebouwd bij het huidige kerkhof, nadat de oude middeleeuwse kerk te klein en ongunstig gelegen zou zijn. Met als gevolg dat deze dan ook werd gesloopt. Na de sloop werd er gebruik gemaakt van een noodkerk tot de ingebruikneming van de nieuwe kerk in oktober 1858. De eerste steen werd gelegd door pastoor Lambertus de Jongh op 8 januari 1857. De voltooiing van de bouw heeft hij echter niet meer mee mogen maken nadat hij ruim één jaar later, na het leggen van de eerste steen, stierf op 28 april. Naast een nieuwe kerk werd er in 1859 ook het huidige kerkhof aangelegd en nog eens uitgebreid in 1913. Ook de oude pastorie ging tegen de vlakte en op dezelfde locatie werd in 1883 een nieuwe pastorie gerealiseerd, wat nog altijd bekend staat als het Belhuis.
Ondanks dat de kerk gewijd was aan de heilige Severinus, was er aan deze kerk een bedevaart verbonden, die bekend stond als de verering van de heilige Donatus (tweede zondag in juli 1898). Deze ontstond naar aanleiding van de dood van twee parochianen in 1897 nadat zij waren getroffen door de bliksem. Pastoor Vermeer schreef de bisschop, nadat hij door zijn naburige collega's werd aangezocht, met het verzoek om een broederschap ter ere van de Heilige Donatus in de Hapertse parochiekerk op te richten, aangezien er in de Kempen namelijk nog geen georganiseerde Donatusverering bestond. Als hoofddoel noemde hij om door de voorspraak van de heilige Donatus van alle schadelijke onweders bevrijd te blijven. Op 28 juli 1898 werd het devotiebroederschap ter ere van de bliksemheilige opgericht. De reliek mocht in het openbaar vereerd worden. Na een suppliek aan paus Leo XIII verkreeg de pastoor het recht tot verlening van een volle aflaat op 16 augustus 1898.
De Hapertse Donatusvereniging was een financieel succes. In 1901 werd de kerk mede door het donatusfonds, die onder toezicht stond van de pastoor, voorzien van een kerktoren, en men vond dat de middeleeuwse kerktoren op het Kerkeneind gesloopt moest worden. In deze nieuwe toren hing een tiendklok die in 1746 door J. Chaudoir te Leuven werd gegoten. Deze klok werd in 1943 geclaimd door de Duitsers en in 1948 kocht men daar twee nieuwe klokken voor in de plaats met als naam; Severinus en Donatus.
Mede door het Donatusfonds en de schenking van een stuk grond in 1918 door Johannes Cornelius Claassen, die in 1897 zelf getroffen was door de bliksem en het overleefde, werd de huidige Sint-Severinuskerk gerealiseerd en vrijdags voor het Donatusfeest van 1923 ingezegend. Zodoende werd de neogotische kerk in 1924 alweer afgebroken. De toren van de kerk werd pas afgebroken in 1956, na achterstallig onderhoud. De klokken van de toren zijn meeverhuist naar de klokkenstoel van de huidige kerk. Van de neogotische kerk resteert alleen nog de pastorie, tegenwoordig het Belhuis geheten. Volgens de heemkundekring van Bladel zijn de fundamenten van de tweede kerktoren, mogelijk nog aanwezig op het parochiekerkhof.
In 1938 werd de huidige kerk uitgebreid met een open ingangsgalerij, een doopkapel en een Sint-Donatiuskapel. Tot de jaren 60 van de 20e eeuw werd Donatus te Hapert bezocht door bedevaartgangers uit de gehele Kempen en daarbuiten. De reliekverering is in het begin van diezelfde jaren zestig afgeschaft. In 1978 kwam er nog wel een klein herstel van de devotie, maar inmiddels zijn er al tientallen jaren geen leden meer.

#### Dochters van Onze Lieve Vrouw van het Heilig Hart
In september 1929 werd begonnen met de bouw van het zusterklooster, nadat pastoor Arnoldus Petrus van Gerwen al ruim 3 jaar hierop aandrong. De reden hiervan was dat er een meisjesschool begonnen moest worden en men zat met personeelsproblemen. In 1930 arriveerde de Dochters van Onze Lieve Vrouw van het Heilig Hart in het dorp voor een nieuwe stichting. Op 4 december van dat jaar werd de kapel ingezegend en werd de eerste mis opgedragen, ook de ziekenverpleging begon aanstonds en er volgde cursussen zoals naaien en knippen. In 1931 werd de naaischool opgericht, met opleiding voor diploma lingerie, coupeuse en costumière. Naast deze activiteiten voorzorgde de zusters ook de kleuterschool, lagere school, voortgezet gewoon lager onderwijs (VGLO), Wit-Gele Kruis en wijkverpleging. In 1933 trad de eerste Hapertse postulante in de congregatie en uiteindelijk leverde het dorp twaalf Dochters van het Heilig Hart. De zusters hadden als bijnaam Hartjeszusters. Dit kwam omdat zij tot in het midden van de jaren zestig een hartvormige kap droegen. Buiten Hapert werden ze ook wel Gutjesnonnen genoemd omdat de inkeping leek op een gootje, gutje in het Tilburgs dialect. De zusters vertrokken in 1967 uit het dorp. Toch is het klooster, na inwendige verbouwingen en naamsveranderingen (Mariaoord - Eureka), nog enkele jaren gebruikt voor verpleging van hulpbehoevende bejaarden. Uiteindelijk is het gebouw gesloopt en is er onder anderen De Kloostertuin gebouwd, een diensten- en ontmoetingscentrum voor ouderen.

### Industriële ontwikkeling
Het overgrote deel van de inwoners van Hapert heeft, evenals de rest van de Kempenaren, tot ver in de negentiende eeuw een armoedig bestaan geleid. De meesten vonden hun bestaan in de landbouw, dat op de schrale Kempische zandgrond ook weinig welvaart bracht. Bovendien werd de streek eeuwenlang geteisterd door oorlogshandelingen. Zo werd Hapert in 1694 geplunderd door de Fransen, die er ook niet voor terugschrokken om mensen en paarden weg te voeren. De veranderingen in het sociale en economische klimaat komen pas op het eind van de 19e eeuw op gang en zetten zich voort in de eerste decennia van de 20e eeuw om na de terugslag in de crisisjaren definitief door te zetten na de Tweede Wereldoorlog. Kenmerkend voor deze ontwikkeling in het dorp zijn onder andere de opkomst van de sigarenindustrie, eerst in de vorm van huisnijverheid, later geconcentreerd in fabrieken, de aanleg van de tramlijn Eindhoven - Reusel, de opkomst van de metaalindustrie, met name het bedrijf VDL Groep, en tot slot de aanleg van het ambitieuze industrieterrein Kempisch Bedrijvenpark.

### Gemeentelijke herindeling

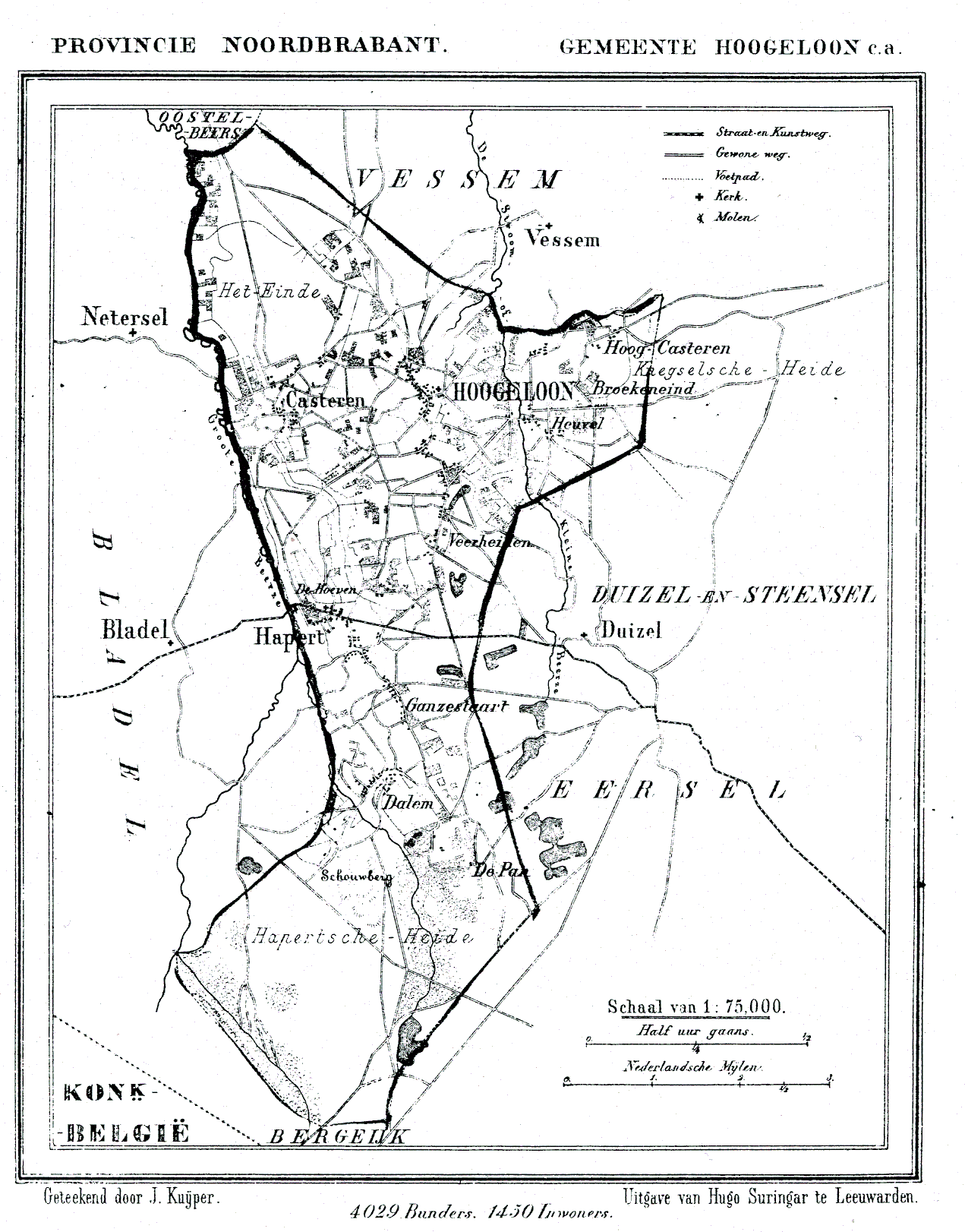
Hapert, Hoogeloon en Casteren in 1867

Hapert maakte sinds 1186 deel uit van de heerlijkheid Hoogeloon, Hapert en Casteren, wat later de gemeente Hoogeloon c.a. werd. Het gemeentehuis stond sinds 1886 aan de Hoofdstraat in Hoogeloon en in 1965 werd er in Hapert een nieuw gemeentehuis gebouwd, met als reden dat Hapert gunstiger gelegen is en inmiddels groter was geworden dan Hoogeloon. Het gebouw kwam bij het centraal gelegen dorpspark aan de Arnold van Rodelaan. Ondanks dat waren er vele mensen die het hier niet mee eens waren, toch werd het plan doorgezet.
In 1997 was er in Noord-Brabant de gemeentelijke herindeling. Hier uit werd duidelijk dat de gemeente Hoogeloon zou gaan fuseren met de gemeente Bladel en Netersel. Hier is de huidige gemeente Bladel uit ontstaan. Er werd een nieuw gemeentehuis gevestigd in Bladel en het gemeentehuis in Hapert kwam enkele jaren leeg te staan. Het pand werd afgebroken en in 2008 werd er een appartementencomplex voor in de plaats gebouwd.

## Bijnaam inwoners Hapert

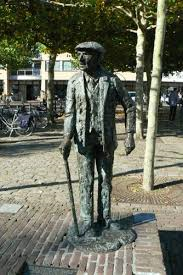
De Haoper(t)se Gaoper, een standbeeld dat symbool staat voor de bijnaam van de Hapertse inwoners.

Reeds eeuwenlang worden de bewoners van Hapert Gapers ofwel Haopertse Gaopers genoemd. De verklaring van de bijnaam heeft overigens niks te maken met geeuwen, maar moet gezocht worden bij een gaper, een uithangbord voor apothekers die tevens als kwaliteitsaanduiding fungeerde. De historische verklaring stamt uit de 18e eeuw. In die tijd woonde in De Kuil te Hapert een teut die in bloedzuigers handelde. Hij kocht de beestjes in verre landen en zette ze in een kuil achter zijn huis. Vandaar verkocht hij ze aan doktoren in België en het zuiden van Nederland. Aan een behandeling met deze diertjes werd een medisch heilzame werking toegeschreven. Hapert was in die tijd een soort medisch centrum met een zeer speciale apotheek. Deze apotheek werd door mensen uit de regio bezocht en was tevens de locatie waar zij dit 'medicijn' konden kopen. Aangezien een apotheek traditiegetrouw werd voorzien van een gaper boven de ingang, spraken de klanten, die van heinde en verre te voet toestroomden, al gauw over de Hapertse Gaper.  
Naast de historische verklaring zouden de Hapertenaren hun bijnaam ook te danken hebben aan hun nieuwsgierigheid. Zo zouden ze vaak met de mond open en in gedachte verzonken, kijken naar wat er zoal te zien is in hun omgeving. De Hapertenaar zou om die reden veel dingen zien, om ze vervolgens rustig te bekijken, en denkt er dan het zijne van zonder al te veel te zeggen. Om deze reden wordt dit symbolische stereotype met al zijn tegengestelde kenmerken regelmatig vergeleken met de uit Bladel afkomstige en hoogmoedige Blaalse Wendbuil (Bladelse Windbuil).

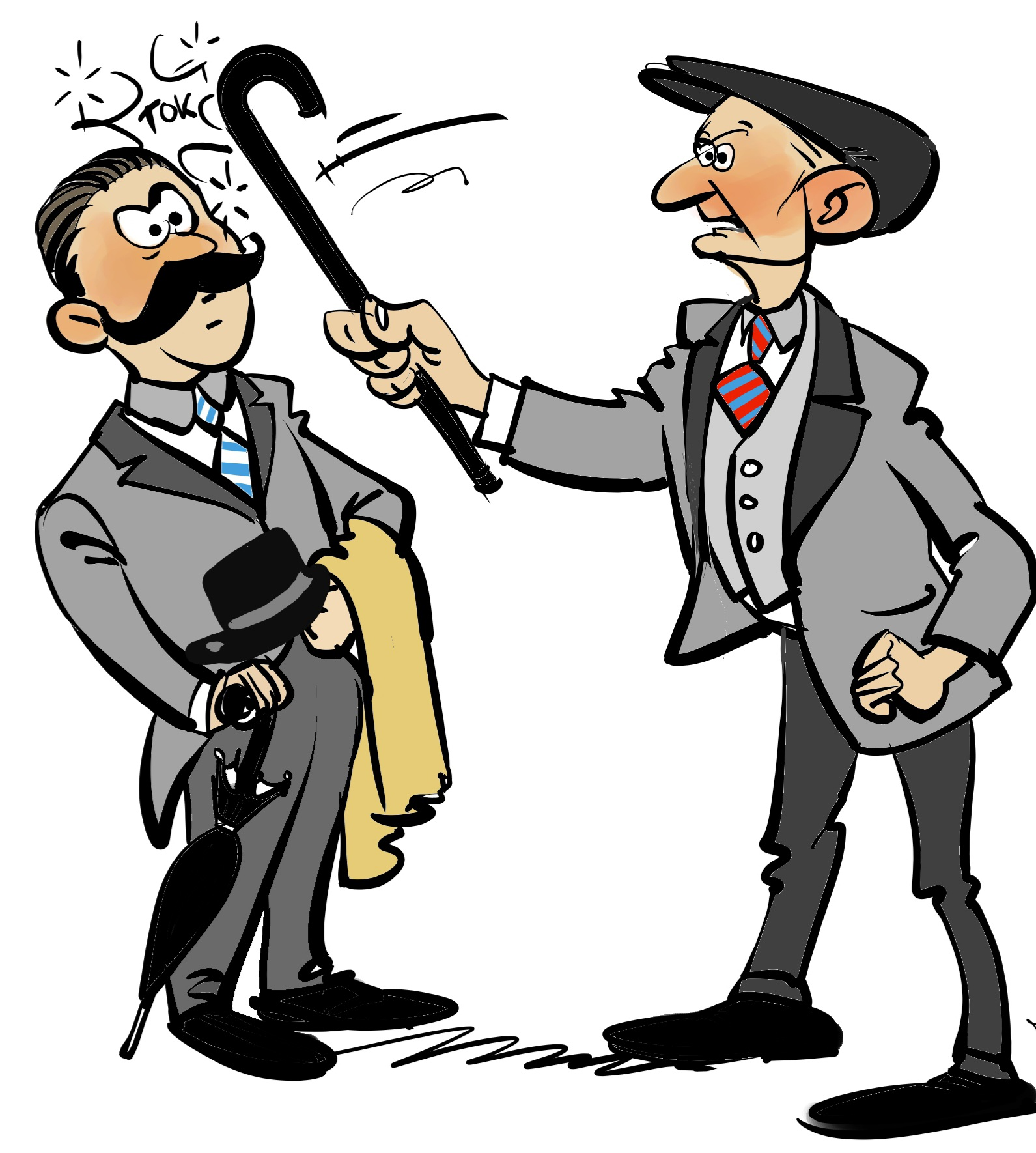
Een ludieke karikatuur tussen de Bladelse Windbuil en de Hapertse Gaper met de stropdassen in de clubkleuren van de plaatselijke voetbalclubs.

De naam als aanduiding voor de Hapertse inwoners kent, in tegenstelling tot de historische verklaring, een locofaulistische oorsprong en is voortgekomen vanuit de omliggende dorpen. Inmiddels wordt de bijnaam beschouwd als eervolle geuzennaam. Zo wordt er bijvoorbeeld tijdens het jaarlijkse carnavalsconcert iemand benoemd tot lid van het Haopertse Gaoper Genootschap, een Hapertse inwoner die zich verdienstelijk heeft gemaakt voor de gemeenschap, en is er sinds 1981 een standbeeld geplaatst met als naam: De Haopertse Gaoper. Het standbeeld beeldt een man met stok uit die aan de kant staat en met open mond filosofeert over wat er zoal aan hem voorbij trekt. Ook het eeuwenoude verhaal staat vermeld op de sokkel van het beeld. Tot slot werd er in 2017 het Gaoperspad aangelegd, een wandelroute gelegen tussen het dorp en het Kempisch Bedrijvenpark.

Haopert is 'ne gaopert, Blaol is 'n knijnengat en Reusel is de schoonste stad.

Hapert is een gaperd, Bladel is een konijnengat en Reusel is de mooiste stad.
— De Brabantse Spreekwoorden (1988)

## Bezienswaardigheden

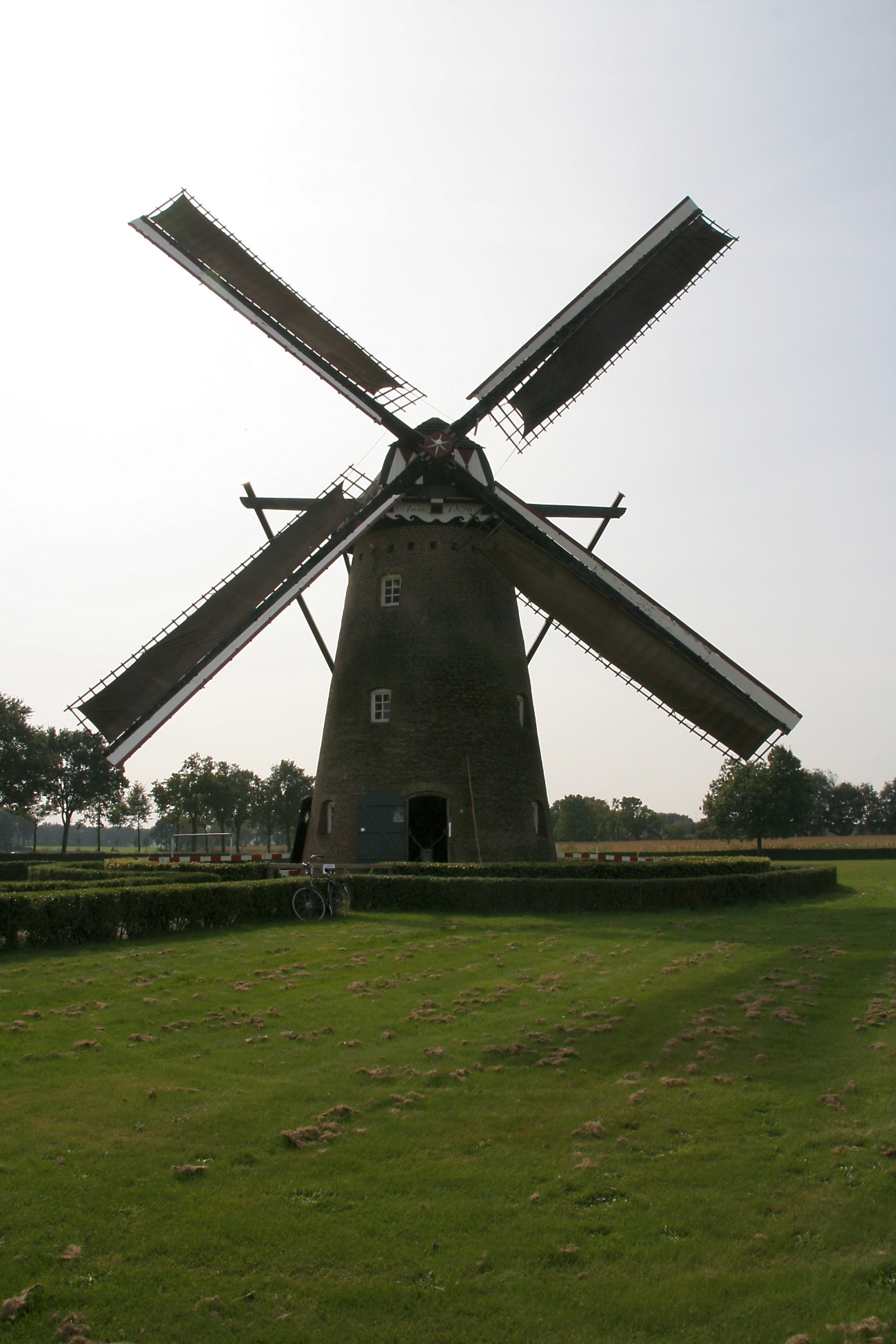
De Hapertse Korenmolen uit 1896, gelegen aan de Molenstraat.

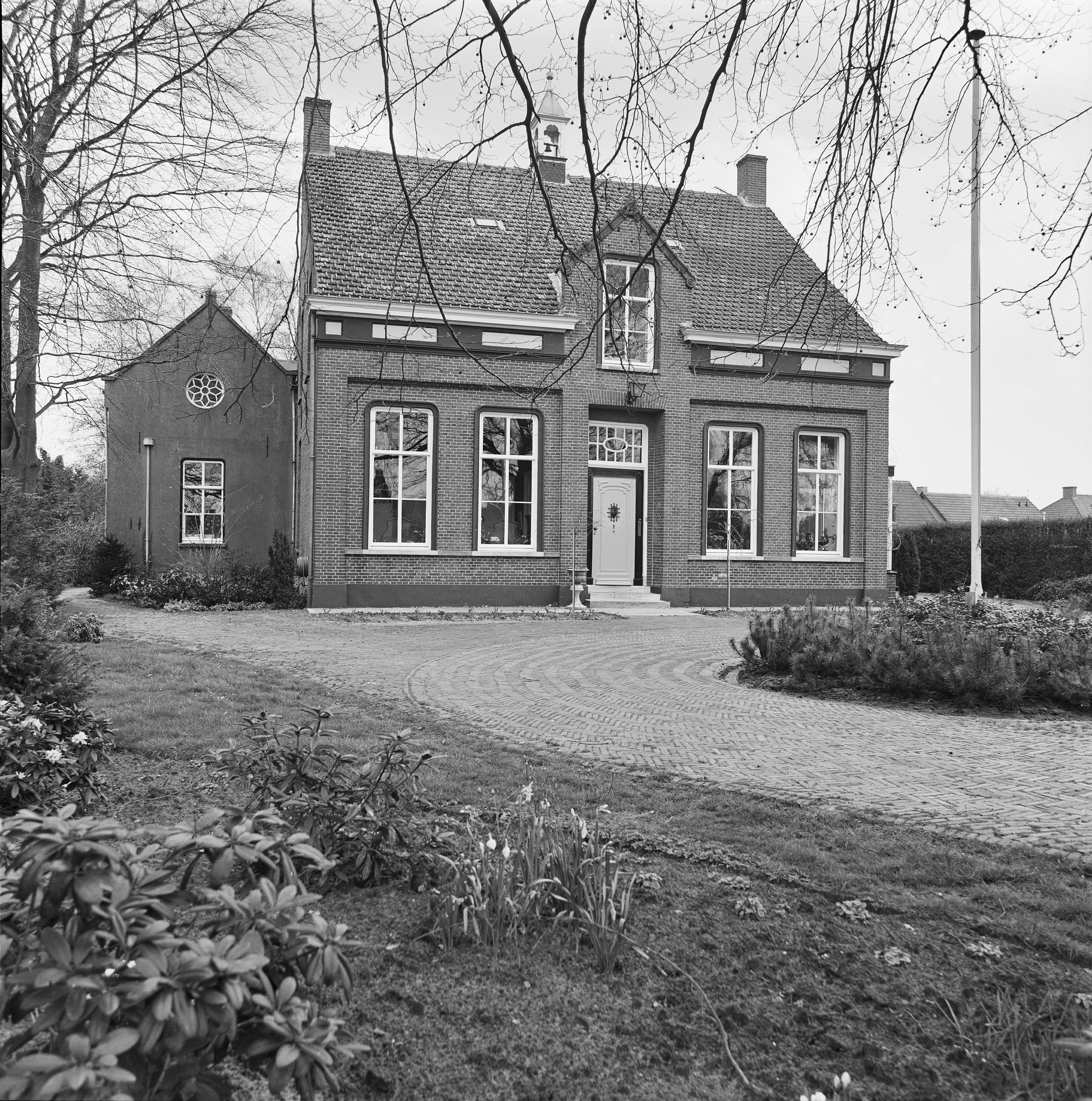
Het Belhuis (voormalige pastorie)

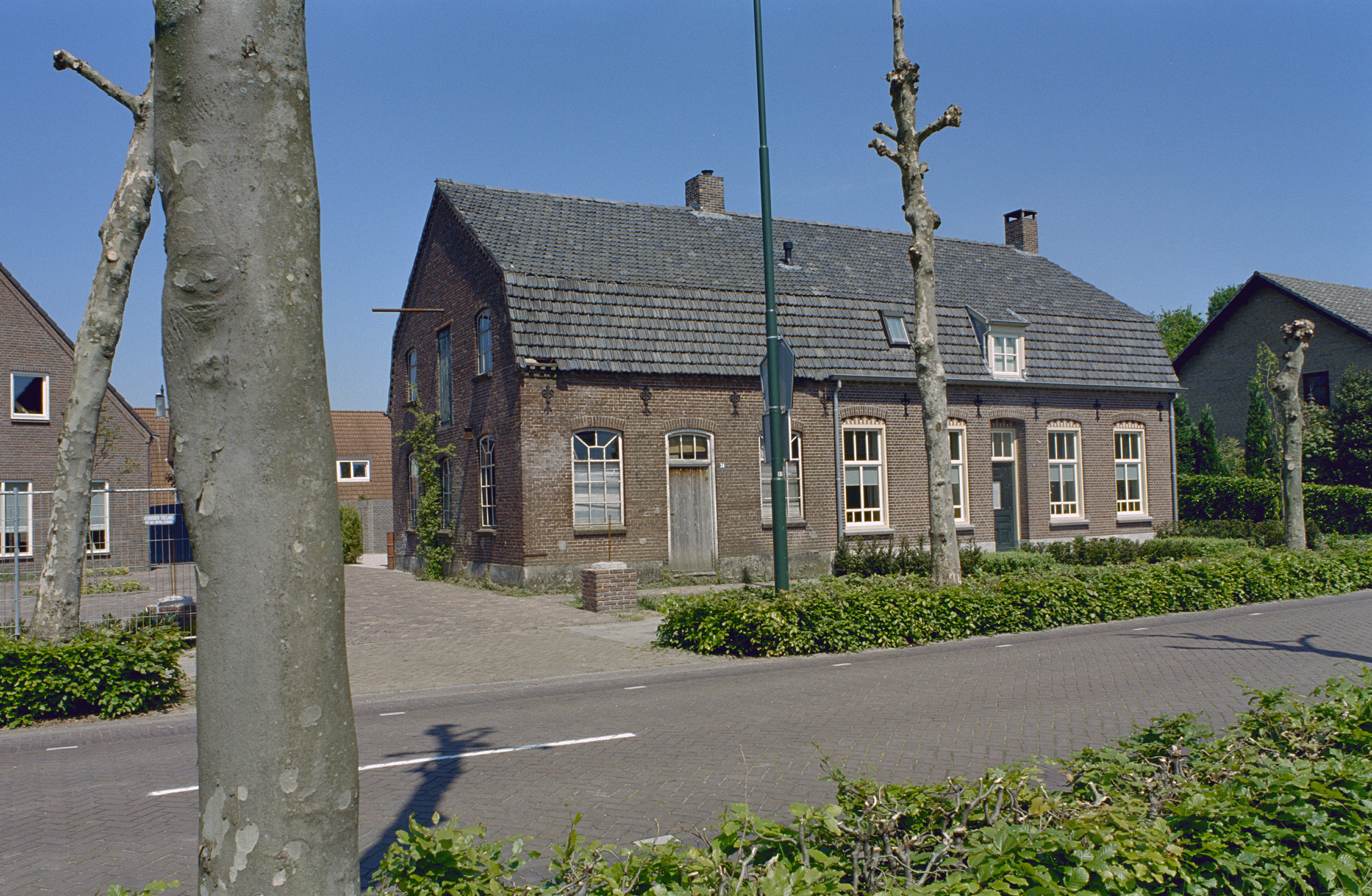
De voormalige smidse aan de Oude Provincialeweg.

### Monumentale  gebouwen
- Sint-Severinuskerk is een neoromaanse kerk uit 1923 die ontworpen is door Joseph Franssen.
- Hapertse Korenmolen, een windmolen uit 1896 aan de rand van de bebouwde kom.
- Mariakapel aan de Ganzestraat, uit 1954, gebouwd vanwege de behouden terugkeer van de soldaten die tegen de onafhankelijkheidsstrijders in Nederlands-Indië moesten vechten. Een van hen is er gesneuveld, waaraan een gedenkteken herinnert. Het Mariabeeld is geplaatst in 1996 en is afkomstig van de voormalige Mariaschool. De kapel bevat aan de buitenkant enkele merkwaardige kapitelen waarop episoden uit het leven van Maria zijn afgebeeld. Ook heeft ze een smeedijzeren toegangshek.
- Belhuis, de voormalige pastorie, die gelegen is aan de Kerkstraat naast het huidige kerkhof. Het gebouw stamt uit het jaar 1883.
- Oude Jongensschool, een gemeentelijk monument dat gelegen is aan de markt in Hapert. Het gebouw stamt uit het jaar 1936 en heeft in zijn beginjaren dienstgedaan als jongensschool, gemengde school en later als openbare bibliotheek. Inmiddels is er een restaurant/wijnbar in gevestigd.
- Voormalige smidse aan de Oude Provincialeweg is een oude smederij die afkomstig is uit het jaar 1905.
- Huidige Pastorie is gebouwd in 1926, vier jaar na de bouw van de Sint-Severinuskerk.
- Villa Oude Provincialeweg 48, het huis is in 1937 gebouwd in opdracht van de Hapertse sigarenfabrikant P.C. Claassen. De villa is nog in originele staat.
- Tramstation, is gelegen aan de Oude Provincialeweg op de huisnummers 83-85. Het bouwjaar is rond het jaar 1900 enkele jaren na de aanleg van de tramrails. Op de voorgevel van het gebouw staat de tekst: Tramstation Hapert Cafe De Zwaan En Stalling

### Beeld en kunstwerken
- De Haopertse Gaoper, een bronzen beeldje van Niek van Leest, geplaatst in 1981. Het is een man met stok die aan de kant staat en met open mond filosofeert over wat er zoal aan hem voorbij trekt. Het standbeeld verwijst naar zowel de inwoners van Hapert als hun bijnaam.
- Kuuskesrijer, een bronzen beeld van Willy Mignot, uit 1971. Het is een vrolijke accordeonspeler gezeten op een varken en verwijst naar de vrolijkheid die vroeger heerste als de varkens van stal werden verwisseld.
- Zo ’t klokje thuis tikt, tikt 't nergens is een bronzen beeldje van Pier van Leest dat voor de voormalige  Openbare Bibliotheek (oude jongensschool) staat en een vrouw uitbeeldt die een boek leest.
- Wij Samen, een beeldengroep uit 1995 van Willem van der Velden, en doet dienst als fontein. De fontein is inmiddels verwijderd van de markt, om uiteindelijk bij de nog te bouwen MFA te worden geplaatst. De fontein werd geschonken door Wim van der Leegte namens de VDL Groep, een bedrijf waarvan de wortels in Hapert liggen. Het kunstwerk symboliseert de nauwe band tussen het dorp en het bedrijf.
- Twee Vrouwen, is een beeldje van Willem van der Velden dat twee elkaar omarmende vrouwen met lange mantels uitbeeldt, op een stalen pilaar.
- Kinderkopjes Maar Dan Anders, een kunstwerk van Aurelia van den Burght, geplaatst in 2002. Het kunstwerk symboliseert de oude tramrails die door Hapert liep. Deze rails was onderdeel van de tramlijn Eindhoven-Reusel. De verbinding werd in 1897 voor het eerst in gebruik genomen. In 1937 werd er definitief geen gebruik meer gemaakt van de rails.
- Reliëf Gemeente Wapen, is een reliëfs kunstwerk ontworpen door H.C. 't Jong uit Dordrecht. Het kunstwerk werd in 1987 geplaatst bij het gemeentehuis te Hapert. Na de sloop van het gemeentehuis werd het kunstwerk in 2007 geplaatst voor de huidige kerk. Het kunstwerk beeldt het wapen van de voormalige gemeente Hoogeloon c.a. uit.

### Overige
- De Muziekkiosk, bevindt zich op het binnenplaatsje van de straat Alexanderhof. Aan deze binnenplaats is ook gemeenschapshuis Den Tref gelegen, die regelmatig gebruik maakt van de kiosk. Ook wordt de kiosk in gebruik genomen tijdens evenementen in het dorp.
- Burgemeester Wouterspark, is een openbaar park gelegen in het centrum van Hapert, daar waar ooit het gemeentehuis stond. Een gedeelte van het park is omringd door een ijzer hekwerk, waar verschillende diersoorten rond lopen. Het park ligt onder andere aan de Kasteellaan. Deze weg herinnert aan de 300 meter lange zichtlaan die aansloot op 't Kasteeltje. Het jachtverblijf werd in 1858 gebouwd door Baron Van Schenk van Nijdeggen en kwam na zijn dood in handen van Napoleon Sassen. Ook had het gebouw meerdere malen gefungeerd als burgemeesterswoning. Het gebouw is uiteindelijk gesloopt vanwege achterstallig onderhoud rond 1960.
- Lijst van rijksmonumenten in Hapert
- Lijst van gemeentelijke monumenten in Hapert

## Nabijgelegen kernen
| Aangrenzende kernen | Aangrenzende kernen | Aangrenzende kernen | Aangrenzende kernen | Aangrenzende kernen |
| ------------------- | ------------------- | ------------------- | ------------------- | ------------------- |
|                     |                     | Casteren Hoogeloon  |                     |                     |
|                     |                     |                     |                     |                     |
| Bladel              | Duizel Eersel       |                     |                     |                     |
|                     |                     |                     |                     |                     |
|                     |                     | Dalem               |                     |                     |

## Economie

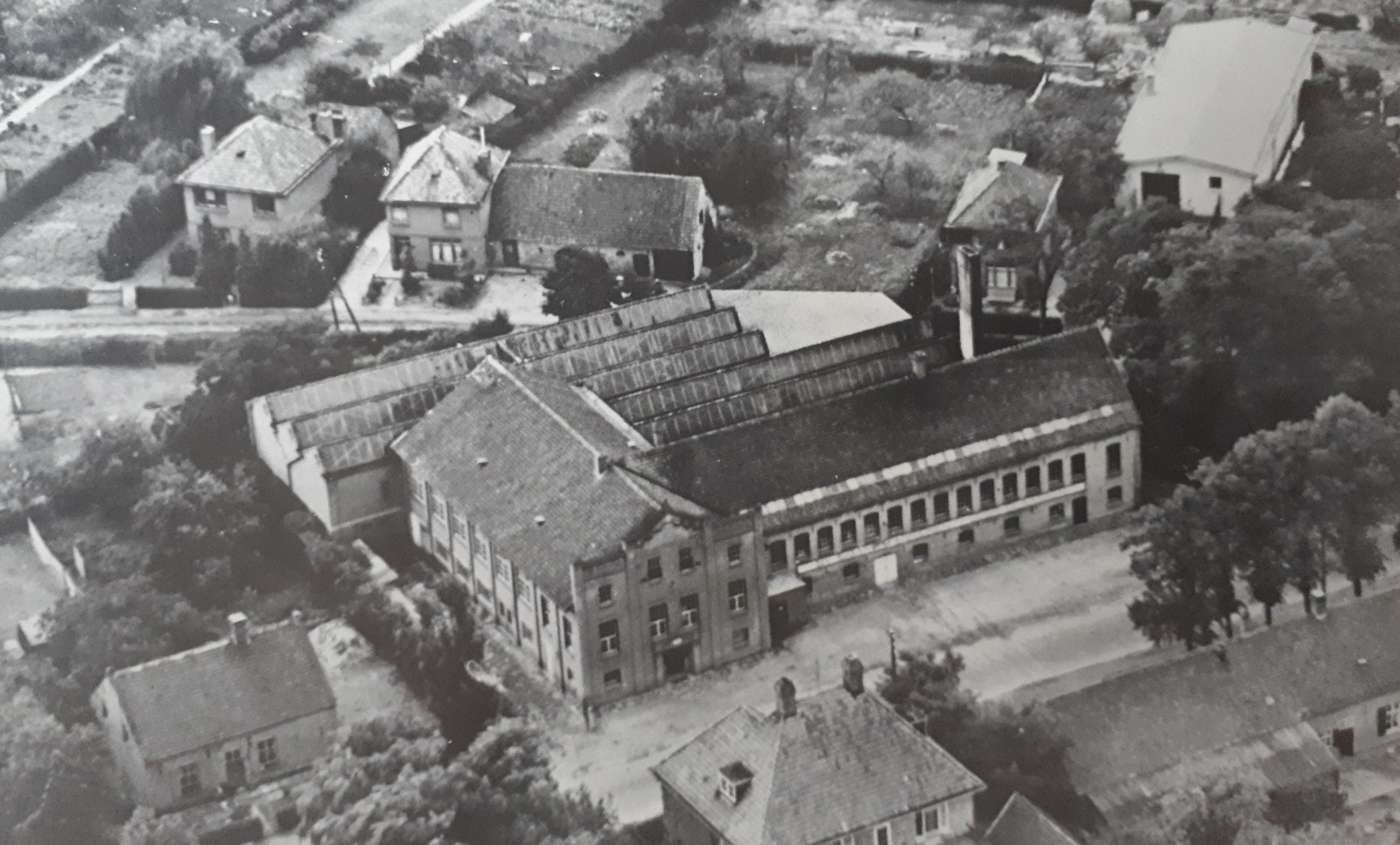
De sigarenfabriek Gebr. Claassen N.V. werd in 1885 het eerste bedrijf wat zich in Hapert wist te vestigen.

### Industriële opkomst
Tot eind 19e eeuw was Hapert een dorp dat beschouwd werd als achtergebleven gebied. Het dorp was dan ook verre van welvarend, bevatte vele behoeftige lieden en omdat de arbeiders niet altijd werk konden vinden moesten zij vaak hun toevlucht tot de armenkas nemen. De ommekeer begon op het moment dat duidelijk werd dat er veel behoefte was aan grenenhout in Limburg. Het provinciebestuur besloot om de uitgestrekte heidevelden te gaan bebossen met vooral, den, spar en lariks als leverancier van het benodigde stuthout voor de mijnbouw. Al snel werd er een tramlijn aangelegd van Eindhoven naar Reusel om onder andere de nodige goederen te transporteren, maar ook werd de tram gebruikt als openbaar vervoer. Mede dankzij deze ontwikkelingen kwam de sigarenindustrie snel opgang.

### Sigarenindustrie
Naast Eindhoven en vele andere Kempische dorpen was ook Hapert een plaats waar het produceren van sigaren veel plaatsvond. Dit gebeurde zowel in de vorm van huisnijverheid als in fabrieken. Enkele bekende sigarenfabrikanten die in het dorp gevestigd zaten, waren gebr. De Graaf, sigarenfabriek Kerssemakers, sigarenfabriek J. Hermans en gebr. Claassen. Hiervan zijn de laatste twee het meest succesvol. De grootste en bekendste van deze fabrikanten was Claassen en was tevens het eerste bedrijf wat zich in Hapert wist te vestigen (1885). De sigarenfabriek van de gebroeders Claassen fuseert in de jaren 50 uiteindelijk met sigarenfabriek Cadena uit Reusel tot sigarenfabriek Cadena Claassen. Uiteindelijk verdwijnt het bedrijf uit Hapert, mede door een grote brand. Het bedrijf werd in juli 1996 verkocht aan het Britse Imperial Tobacco. Het kleine familiebedrijf van Hermans vertrok al eerder uit Hapert en verhuisd naar een grotere locatie in Bladel. Hier werd zijn sigarenmerk verkocht onder de naam Graaf Tilly tot eind jaren 80 van de 20e eeuw. Daarna werd het overgenomen door Hofnar uit Valkenswaard.
Inmiddels is ATD Machinery B.V. het enige bedrijf in Hapert die nog actief is in de sigarenbranche. Het bedrijf wordt gezien als 's werelds grootste ontwikkelaar en bouwer van sigarenproductiemachines. Het bedrijf is in de jaren 70 ontstaan als de Agio Technische Dienst en was een onderdeel van sigarenfabriek Agio Cigars uit Duizel. Ruim 40 jaar na haar ontstaan verhuisd het bedrijf in 2014 naar de Smaragdweg in Hapert om hier geheel zelfstandig verder te gaan.

### Industrieterrein Hapert
Uiteraard ontwikkelde zich nieuwe industriële activiteiten te Hapert, waarvan de bedrijven van de VDL Groep een belangrijk deel uitmaken. In 1962 werd door oprichter Pieter van der Leegte besloten om van Eindhoven naar Hapert te verhuizen. Dit gebeurde nadat er een grote order binnen kwam voor Honda-kettingkasten. Mede dankzij deze verhuizing van het Eindhovense bedrijf ontstond er langzamerhand het industrieterrein Hapert. Het terrein bevindt zich ten Noordoosten van de kern en is aangelegd in de jaren 60 van de twintigste eeuw met een netto oppervlakte van ca. 500.000 m². De N284 zorgt voor een afscheiding tussen het dorp en het terrein. De bestemming bestaat inmiddels uit plaatsgebonden industriële en groothandelsbedrijven. Het bedrijventerrein bevat een aantal grotere bedrijven en wordt tegenwoordig voor een groot deel gedomineerd door het VDL-concern.

### Kempisch Bedrijvenpark
In 1998 is, door de vier Kempische gemeentes Bladel, Reusel-De Mierden, Eersel en Bergeijk, besloten een onderzoek te laten doen naar het nut en de noodzaak van een nieuw bedrijventerrein. Bestaande terreinen hadden onvoldoende capaciteit om aan de vraag van bedrijven te kunnen voldoen. Het onderzoek wees uit dat voor de korte, maar zeker ook voor de langere termijn er een grote behoefte was. Er werd gekozen voor één nieuw bedrijventerrein. Dat was beter voor natuur en landschap dan in elke gemeenten nieuwe terreinen aan te leggen. In april 2000 werd door de raad van Bladel besloten dat het Kempisch Bedrijvenpark (KBP) in Hapert-Zuid zou komen. Daar werd wel een aanvullende voorwaarde aan gekoppeld, er zou een aansluiting moeten komen op de A67.
In 2011 is het gebied in Hapert-Zuid, met een oppervlakte van 1,7 km², gereedgemaakt voor de bouw van bedrijven en was het mogelijk om kavels te kopen vanaf minimaal 5000 m². Ook werd de N284 omgelegd zodat deze via het nieuwe industrieterrein aansluiting vond aan de nieuwe op- en afrit. Door de aansluiting op de A67 bij de nabijgelegen Belgische grens vormt het KBP de poort van Brainport Eindhoven en is er een uitstekende verbinding met Internationale industriële en logistieke centra zoals Antwerpen, Venlo, het Ruhrgebied en het nabijgelegen Eindhoven. Ten noorden van het KBP is een woonbos aangelegd om een afscheiding tussen de kern en het industrieterrein te creëren.

## Trivia
- Tijdens Carnaval heet het dorp Pintewippersrijk.
- Het dorp behoort niet tot de acht dorpen van de Acht zaligheden, toch werd onder andere Hapert als tussenliggend dorp, volgens de Hollandse militairen die hier tijdens de Belgische revolutie (1830) gelegerd waren, gezien als bijbehorend gebied.
- In 1993 viel in Hapert een dodelijk slachtoffer door een bungeejumpsprong. Het was het eerste dodelijke slachtoffer met bungeejumpen in Nederland. Dit gebeurde tijdens een voorstelling op de Boerenmert.
- In 1996 kwam Hapert veelvuldig voor in het nieuws, nadat circusdirecteur Herman van der Vegt, beter bekend als Herman Renz, en zijn vrouw Diana Luycx omkwamen door een koolmonoxidevergiftiging in hun woontrailer. Dit vond plaats op bungalowpark Het Vennenbos tijdens de opbouwdag van hun circus, Circus Herman Renz.
- De film 06/05 uit 2004, wat overigens het laatste voltooide werk van Theo van Gogh was, werd onder andere opgenomen in Hapert.
- De documentaire De kinderen van juf Kiet, die in 2017 een Gouden Kalf won voor beste documentaire, is grotendeels opgenomen op basisschool Het Palet in Hapert.
- Sinds 2018 wordt op onregelmatige basis de Hapertse Dorpsquiz georganiseerd.

## Natuur en landschap

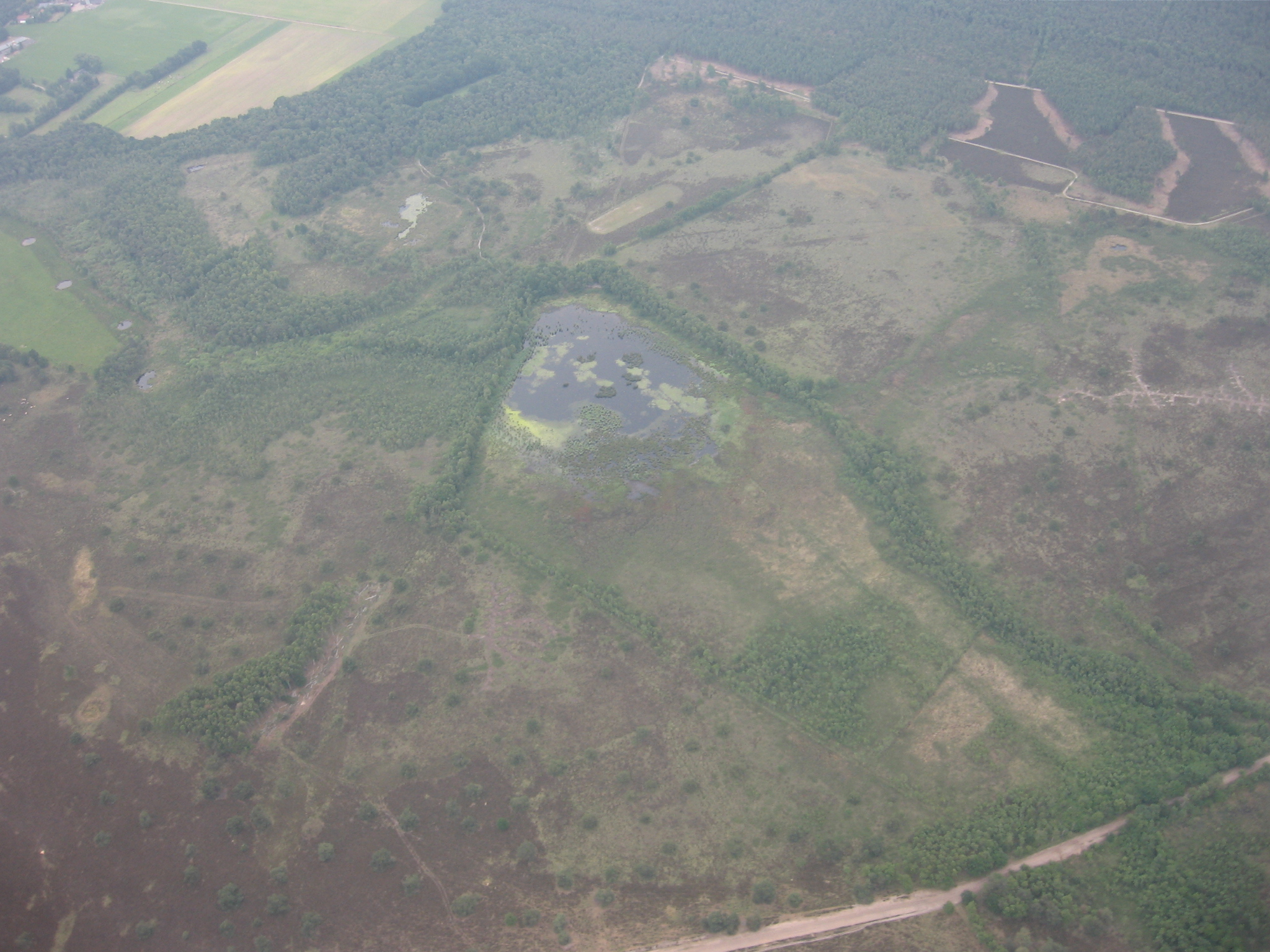
De Cartierheide en Hapertse Heide met het centraal gelegen ven Pannegoor

De omgeving van Hapert is voor een deel verstedelijkt door bedrijventerreinen en drukke wegen, ondanks dat is het gebied toch rijk aan natuur en landbouwgebieden.

### Buitengebied
De grond in het buitengebied van Hapert heeft, mede door het agrarische verleden, voor een groot deel nog altijd een landbouw bestemming, deze is in gebruik ten behoeve van akkerbouw en veeteelt. Naast de vele Landbouw bevindt zich nabij buurtschap De Pan het natuurgebied De Kempen, die zijn naam dankt aan de gelijknamige streek. Het belangrijkste deel van dit gebied wordt gevormd door Boswachterij De Kempen, voorheen stond dit bekend als Boswachterij Hapert. Het gebied bestaat voor een belangrijk deel uit naaldhout met lanen die omzoomd zijn met Amerikaanse eik. Ook is er nog een heidegebied van 75 hectare overgebleven, dat bekendstaat onder de naam Hapertse Heide. Het is een overblijfsel van de uitgestrekte heidevelden in het grensgebied van Nederland en België die begin 20e eeuw grotendeels bebost werden. De Hapertse Heide sluit aan bij de Cartierheide, die in het bezit was van Natuurmonumenten maar nu door Staatsbosbeheer wordt beheerd. Deze twee gebieden worden van elkaar gescheiden door een restant van de oude Bredasebaan, beter bekend als de landweg en bekende handelsroute van Luik naar Breda. Ook het landgoed Pals behoort tot dit gebied. Dit gebied staat ook bekend om een neergestorte Lancaster III bommenwerper waarbij vier bemanningsleden omkwamen. Dit gebeurde op 19 september 1944 tijdens de Operatie Market Garden. Er is nooit een gedenkplaats of monument voor geplaatst.
De bossen van Hapert zijn tevens een recreatiegebied die druk bezocht wordt door rust zoekende mensen. Zo zijn er diverse wandel- en fietsroutes die deze gebieden aan doen, meerdere picknickplaatsen, een natuurkampeerterrein en het nabij gelegen bungalowpark Het Vennenbos. Ook is Hapert en zijn omgeving opgenomen in het wandel en fietsroutenetwerk.

### Rivieren en stroompjes

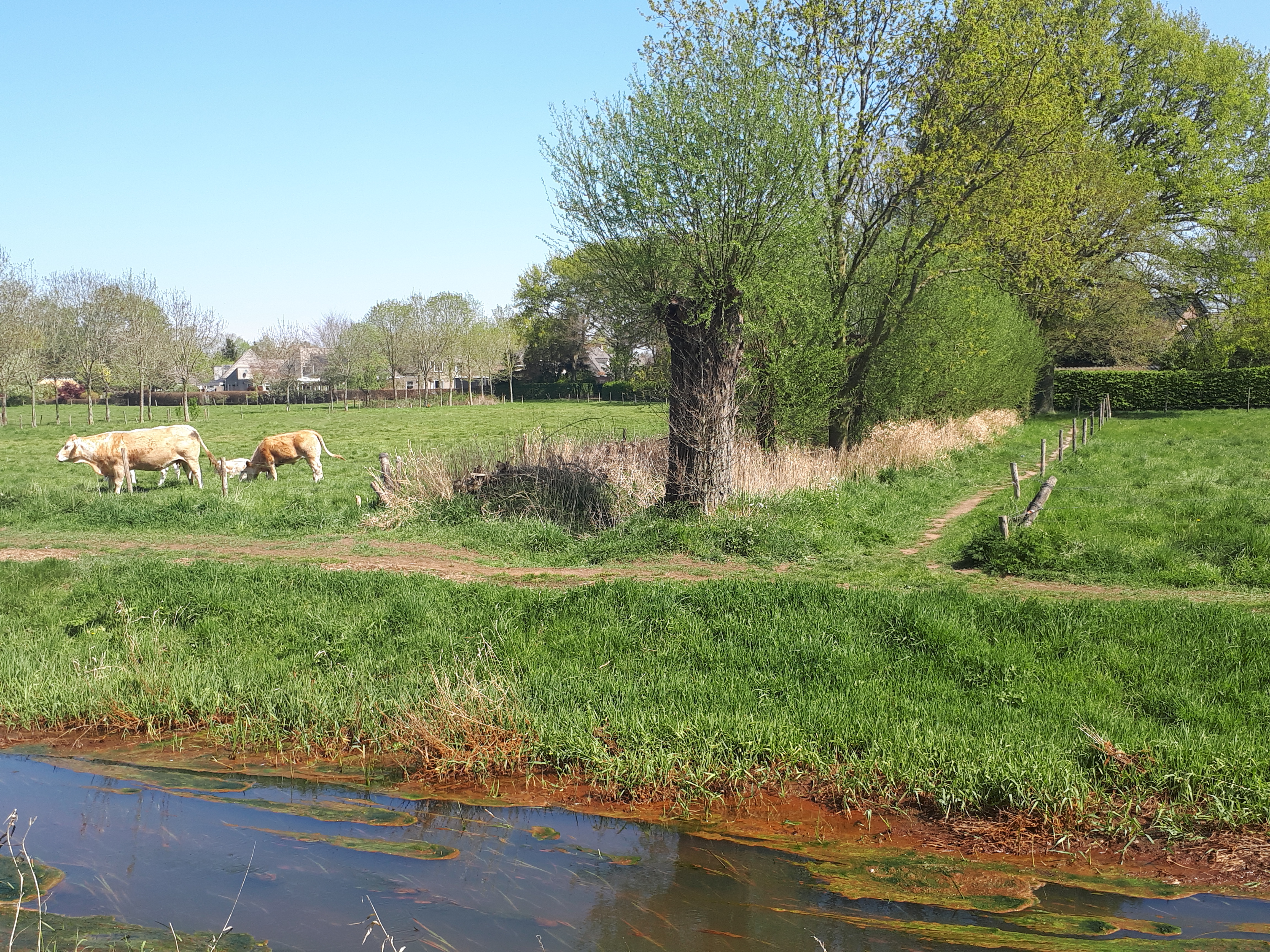
De Groote Beerze nabij de bebouwde kom van Hapert

Vanuit het zuidwesten van Hapert stroomt het Dalems Stroompje. Het stroompje ontspringt vanaf de Cartierheide en stroomt richting het noorden. Ter hoogte van het dorp komt het samen met het riviertje Aa of Goorloop waarna beide riviertjes hun loop voort zetten als de Groote Beerze. In het verstedelijkt gebied van het dorp ontspringt het riviertje Wagenbroeks Loopje. Deze loopt via Lemel richting Casteren en vindt zijn weg uiteindelijk in de Groote Beerze. Op een smalle dekzandrug tussen de beekdalen van deze twee beekjes is het dorp Hapert ontstaan.
De Groote Beerze loopt ten westen van Hapert en dient tevens voor een gedeelte als de grens tussen Hapert en Bladel. De rivier is al eeuwenlang van groot belang voor de inwoners van het dorp. Zo stond er tot 1859 de Hapertse Watermolen aan de Groote Beerze ter hoogte van de verbindingsbrug tussen Hapert een Bladel. Het exacte bouwjaar van de molen is niet bekend en werd in ieder geval tot 1590 beheerd door de abdij van Tongerlo. Tegenwoordig bevindt zich ten noorden van Hapert een rioolwaterzuiveringsinstallatie, die sinds 1967 grenst aan deze beek. Deze zuiveringsinstallatie wordt beheert door Waterschap De Dommel en is verantwoordelijk voor zuiveren van het afvalwater van de gemeenten Reusel-De Mierden, Bladel en een gedeelte van gemeente Eersel, om uiteindelijk, via het Waterpark Hapert, het water na te zuiveren en vervolgens weer schoon en levend water de Natura 2000 beek in te lozen. Dit park bestaat uit rietvelden en moerasbossen en is toegankelijk voor wandelaars.

## Bekende Hapertenaren
Geboren:
- Aniek van Alphen (1999), veldrijdster
- Twan Castelijns (1989), wielrenner
- Alfons Lemmens (1919 – 2013), voetballer
- Niek van den Putte (1991), voetballer
- Fons Spooren (1963), voormalig directeur PSV
- Ton Wouters (1958), voetballer

Getogen:
- Mies van Hout (1962), illustrator en schrijfster van kinderboeken
- Tijn Kolsteren (2010 – 2017), fondsenwerver die bekend werd door zijn 3FM Serious Request-actie
- Alexander Merkx (1994), darter

(Oud-)inwoners:
- Elsken Joosten (1605 – 1696), verantwoordelijk voor een talrijk protestants nageslacht in de Kempen
- Wesley Kreder (1990), wielrenner
- Willy Mignot (1915 – 1972), beeldhouwer
- Willem van de Moosdijk (1926 – 2017), alias "De Kruidendokter", oplichter
- Boy Swachten (1958 – 2017), politicus
- Will van Woerkum, (1951), voetballer

## Buurtschappen
- Dalem (gehucht)
- Ganzestart (opgegaan in de kern)

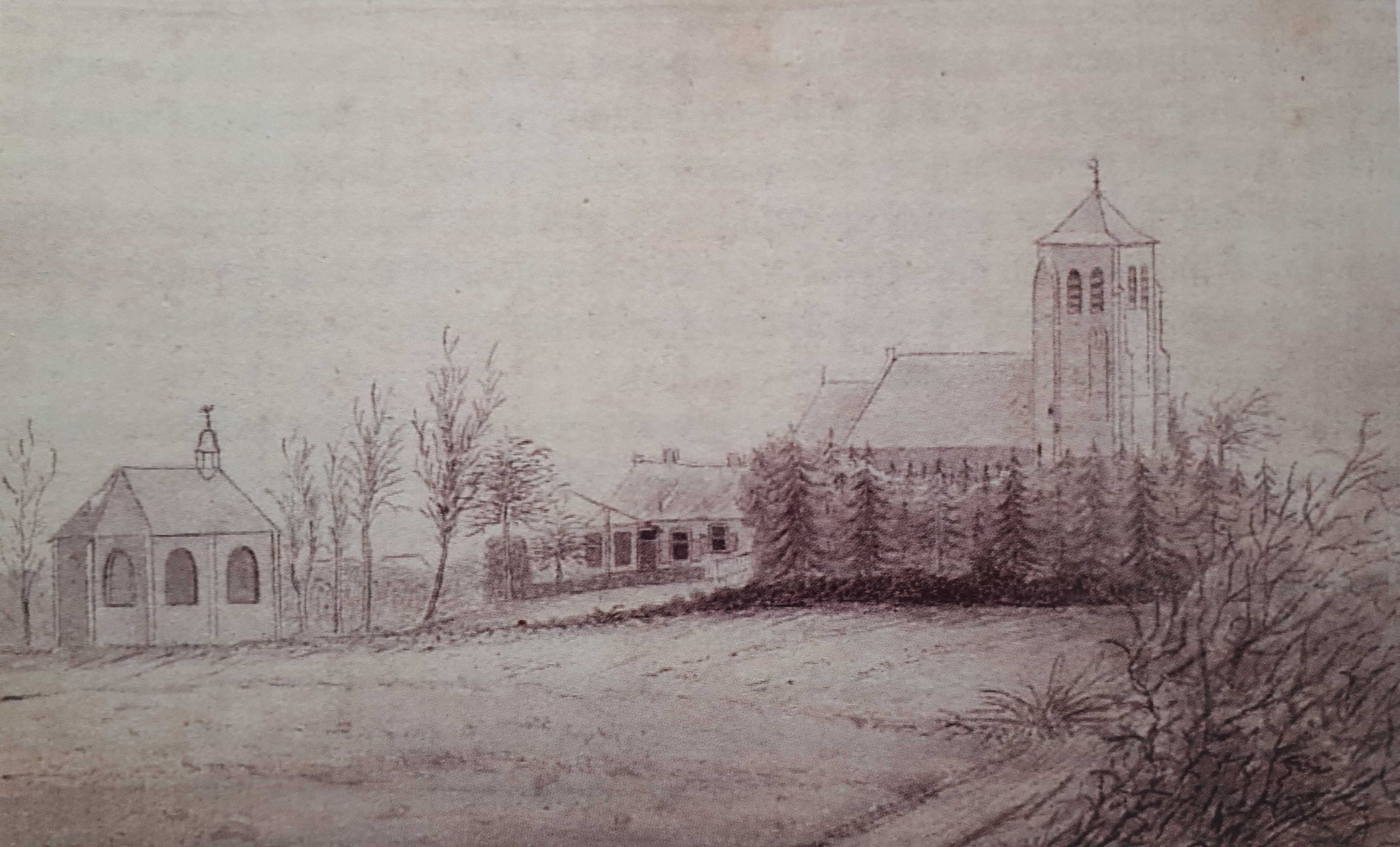
Buurtschap De Hoeven in 1832, later het Kerkeneind genoemd, met de middeleeuwse kerk (R) en de Hervormde kerk (L).

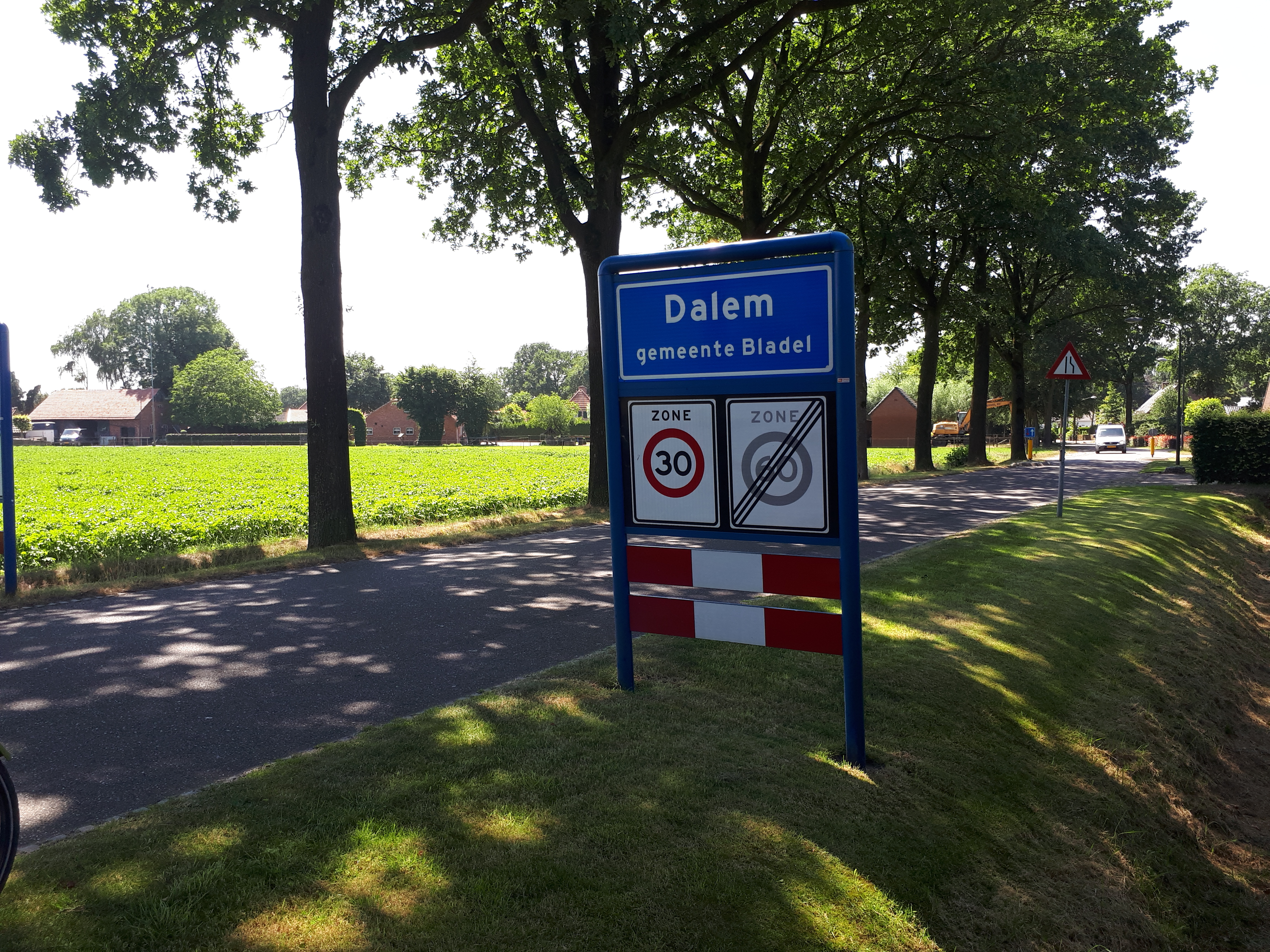
De rand van de bebouwde kom van het gehucht Dalem.

- Kerkeneind (voorheen De Hoeven, opgegaan in de kern)
- Lemel
- De Pan
- De Straat (opgegaan in de kern)

Hoofdplaats: Bladel      Dorpen: Casteren · Hapert · Hoogeloon · Netersel

Buurtschappen: Biezenheuvel · Broekenseind · Dalem · De Pan · Egypte · Franse Hoef · Heieind · Heikant · Helleneind · Het Bosch · Heuvel · Hoogcasteren · Landorp · Lemel · Ten Vorsel

Voormalige gemeenten: Bladel en Netersel · Hoogeloon, Hapert en Casteren

Noord-Brabant: Steden en dorpen      Nederland: Provincies · Gemeenten